# Hornsgatan 8
Hornsgatan 8 är adressen för en byggnad i kvarteret Överkikaren vid Hornsgatan på Södermalm i Stockholm som uppfördes mellan åren 1907 och 1909 för Bankaktiebolaget Stockholm-Öfre Norrlands räkning. Fastigheten Överkikaren 32 förvärvades av Stockholms stad 1930 och ägs av AB Stadsholmen. Byggnaden är blåmärkt av Stadsmuseet i Stockholm vilket innebär att bebyggelsen bedöms ha synnerligen höga kulturhistoriska värden.

## Historik
Banken hade sitt huvudkontor på Fredsgatan 10, i en byggnad ritad av Ernst Stenhammar, och man lät samme arkitekt projektera det nya avdelningskontoret i kvarteret Överkikaren vid  Hornsgatan. Det fem våningar höga smala huset lånar både stil och material av Stenhammars samtida bankbyggnader Tjenstemannabanken på Drottninggatan och Wermlandsbankens palats i Karlstad. Bottenvåningen är utförd i slät röd granit, och materialet går igen i de övre våningarna där naturstenen kontrasterar mot det handslagna mörka Helsingborgsteglet. Kring fönstren på mezzaninen framträder stads- och landskapsvapen i relief, vilka symboliserar bankens geografiska områden. Sadeltaket är utfört i glaserat tegel.
Den glastäckta bankhallen placerades på gården och dekorerades med hög vitmålad panel och skuren dekor. Under kryssvalven i källaren inreddes depositionsvalvet, medan de övre våningarna iordningställdes för kontor samt mindre bostäder (så kallade ungkarlsdubbletter).
Idag är byggnaden omvandlad till kontors och affärsfastighet. Det finns även tre lägenheter i huset. Det större fönstret i bottenvåningen upptogs 1926 och den välbevarade bankhallen och depositionsvalvet nyttjas idag som utställningslokal för ett galleri.. Huset förvaltas av AB Stadsholmen.